# Doberman Deka
Doberman Deka (ドーベルマン刑事?  lit. "Detective Doberman") es un manga japónes estilo del subgénero hard boiled escrito por Buronson e ilustrado por Shinji Hiramatsu. Fue serializado en la revista antológica de manga Weekly Shōnen Jump desde 1975 (número 39) hasta 1979 (número 48), con el total de sus capítulos recopilados en 29 volúmenes tankōbon. El manga fue adaptado en dos películas de acción real (la primera protagonizada por Sonny Chiba y dirigida por Kinji Fukasaku) y una serie de televisión también de acción real.
Una secuela titulada Shin Doberman Deka (新ドーベルマン刑事?  lit."Nuevo Detective Doberman") fue serializado en la revista Weekly Manga Goraku de 2012 hasta 2013, y recopilado en dos volúmenes.

## Argumento
El protagonista es Joji Kano (加納 錠治, Kanō Jōji), un detective empleado por la División de Crímenes Especiales del Departamento de Policía Metropolitana de Tokio que se ocupa de casos penales graves. Su arma preferida es una Ruger Blackhawk calibre .44 Magnum personalizada. Los duros métodos de Kano son objeto de críticas por parte de los medios, pero a él no le importa en absoluto su reputación. Si bien Kano no siente lástima por los delincuentes más graves, siente respeto por los niños y las personas mayores, así como por los ex delincuentes que quieren reformarse por sus malas conductas anteriores.
Al inicio del manga, los únicos miembros de la División de Crímenes Especiales eran el propio Kano y el Superintendente Hiroshi Nishitani (西谷 博, Nishitani Hiroshi), pero poco a poco se les irían uniendo miembros adicionales como el Detective Tetsuji Miyatake (宮武 鉄二, Tetsuji Miyatake), un especialista en pandillas que fue trasladado a Shinjuku desde Osaka; la detective Ryuko Mimori (三森 竜子, Mimori Ryūko); y de Estados Unidos, la detective Judy Terao (ジュディー寺尾). Si bien la serie comenzó con una atmósfera dura, gradualmente se volvió más alegre a medida que avanzaba.

## Producción
Buronson tuvo la idea de Doberman Deka de la película Harry el sucio. Cuando se decidió la finalización de la serialización de Doberman Deka en unos meses debido a las bajas clasificaciones en las encuestas de lectores de la Weekly Shōnen Jump, se asignó al novato Kazuhiko Torishima como su editor. Creyendo que Shinji Hiramatsu era bueno en la acción pero malo dibujando mujeres, Torishima le dio un número de la revista del actor e ídolo Myojo y le dijo que modelara el rostro de un nuevo personaje de mujer policía basado en el del ídolo más popular en ese momento, Ikue Sakakibara. Luego de esto, Doberman Deka saltó del puesto 13 en el ranking de lectores al tercero.

## Contenido de la obra

### Manga
Escrito por Buronson e ilustrado por Shinji Hiramatsu, Doberman Deka se publicó por entregas en Weekly Shōnen Jump de 1975 (Número 39) a 1979 (Número 48). Los capítulos se recopilaron en 29 volúmenes de tankōbon. Posteriormente se publicó una edición aizōban, así como una edición bunkoban, que comprimió el número de volúmenes a 18.
Buronson y Hiramatsu crearon una secuela titulada Shin Doberman Deka (新ドーベルマン刑事?  lit."Nuevo Detective Doberman") que se publicó por entregas en Weekly Manga Goraku de 2012 a 2013 y se recopiló en 2 volúmenes.

### Primer película
Toei Company estrenó en los cines de Japón una versión cinematográfica de acción real de Doberman Deka el 2 de julio de 1977. La película fue dirigida por Kinji Fukasaku y protagonizada por Sonny Chiba como Joji Kano.

### Serie de televisión
Una serie de televisión basada en el manga, titulada Bakusō! Doberman Deka (爆走!ドーベルマン刑事?  "¡Ruge! Detective Doberman") , se emitió en las filiales de TV Asahi en 1980. Se produjeron 22 episodios, que se emitieron del 7 de abril al 27 de octubre. Aparte del personaje principal, Jōji Kanō (interpretado por Toshio Kurasawa), muy pocos elementos del manga fueron adaptados a la serie. En la serie de televisión, Kano era miembro de una unidad de policía en motocicleta.

#### Reparto
- Toshio Kurosawa como Jōji Kanō
- Tatsurō Nadaka como Yuji Yabe
- Masato Hoshi como Ichirō Sakai
- Jirō Yabuki como Kyōsuke Hirata
- Chu Arai como Tetsunosuke Mori
- Etsuko Shiomi como Kaoru Igarashi
- Yosuke Natsuki como Masamichi Nishitani

### Segunda película
Gaga Communications estrenó una película directamente para video titulada The Doberman Cop (El Policía Doberman) en 1996, protagonizada por Riki Takeuchi en el papel principal.